# Drugi rząd Any Brnabić
Drugi rząd Any Brnabić – rząd Republiki Serbii urzędujący od 28 października 2020 do 26 października 2022. Zastąpił pierwszy gabinet tej samej premier.
Wybory parlamentarne z czerwca 2020 zakończyły się ponownym zwycięstwem koalicji skupionej wokół Serbskiej Partii Postępowej (SNS) Aleksandara Vučicia. W wyniku tego głosowania, zbojkotowanego przez największe ugrupowania opozycji, zaplecze prezydenta uzyskało około 3/4 mandatów w Zgromadzeniu Narodowym Republiki Serbii. Na początku października prezydent desygnował na premiera Anę Brnabić, powierzając jej ponownie misję utworzenia rządu. Do nowego rządu poza przedstawicielami SNS i rekomendowanymi przez to środowisko osobami bezpartyjnymi dołączyli ponownie przedstawiciele wyborczych sojuszników postępowców: Socjaldemokratycznej Partii Serbii (SDPS), Ruchu Socjalistycznego (PS) i Partii Zjednoczonych Emerytów Serbii (PUPS), a także Serbskiej Partii Ludowej (SNP). Stanowiska ministerialne powierzono też współtworzącej uprzednie koalicje rządowe Socjalistycznej Partii Serbii (SPS) oraz Sojuszowi Patriotycznemu Serbii (SPAS), który po raz pierwszy dostał się do parlamentu.
28 października 2020 Zgromadzenie Narodowe udzieliło rządowi wotum zaufania (227 głosów za przy 5 głosach przeciw). Tego samego dnia premier i ministrowie złożyli ślubowanie, rozpoczynając tym samym urzędowanie.
Kilka miesięcy po przedterminowych wyborach parlamentarnych z kwietnia 2022 został zastąpiony przez trzeci gabinet tej samej premier.

## Skład rządu
- premier: Ana Brnabić (SNS)
- pierwszy wicepremier, minister edukacji, nauki i rozwoju technologicznego: Branko Ružić (SPS)
- wicepremier, minister rolnictwa, leśnictwa i gospodarki wodnej: Branislav Nedimović (SNS)
- wicepremier, minister górnictwa i energii: Zorana Mihajlović (SNS)
- wicepremier, minister obrony: Nebojša Stefanović (SNS)
- wicepremier, minister kultury i informacji: Maja Gojković (SNS)
- minister finansów: Siniša Mali (SNS)
- minister gospodarki: Anđelka Atanasković (SNS)
- minister ochrony środowiska: Irena Vujović (SNS)
- minister transportu, budownictwa i infrastruktury: Tomislav Momirović (SNS)
- minister handlu, telekomunikacji i turystyki: Tatjana Matić (SDPS)
- minister sprawiedliwości: Maja Popović
- minister administracji publicznej i lokalnej: Marija Obradović (SNS)
- minister praw człowieka, mniejszości i dialogu społecznego: Gordana Čomić
- minister spraw wewnętrznych: Aleksandar Vulin (PS)
- minister spraw zagranicznych: Nikola Selaković (SNS)
- minister integracji europejskiej: Jadranka Joksimović (SNS)
- minister zdrowia: Zlatibor Lončar (SNS)
- minister pracy, zatrudnienia, spraw społecznych i weteranów: Darija Kisić Tepavčević
- minister rodziny i demografii: Ratko Dmitrović (SPAS)
- minister młodzieży i sportu: Vanja Udovičić (SNS)
- minister obszarów wiejskich: Milan Krkobabić (PUPS)
- minister bez teki: Novica Tončev (SPS)
- minister bez teki: Nenad Popović (SNP)